# Взять Тарантину
«Взять Тарантину» — российский комедийно-приключенческий мини-телесериал Романа Качанова. Состоит из 8 серий. Премьера состоялась 2 января 2006 года на телеканале НТВ.

## Сюжет
В основе сюжета — история о том, как увлекающиеся кинематографом сказочно богатые азиатские кочевники из отдалённого селения решили на свадьбе своих детей показать фильм высочайшей художественной ценности, которого ещё никто не видел. Они останавливают свой выбор на новом фильме Квентина Тарантино, который ещё не вышел в прокат.
Чтобы заполучить качественную копию нового фильма, кочевники отправляются в США. Первая попытка похищения фильма не удаётся.
Когда они решают предпринять вторую попытку, они привлекают кинокритика по прозвищу «Феллини» и молодого авантюриста Макса.
Операция заканчивается полным провалом. Макс, напившись с горя, в баре рассказывает все подробности своего провала какому-то незнакомцу. Оказывается, что незнакомец — сам Квентин Тарантино. Он сам отдаёт Максу диск с фильмом.
Эпопея с похищением фильма подходит к концу. Макс привозит диск в селение кочевников. Финальная сцена фильма — дедушке Намто задают вопрос — «В чём смысл жизни?», на что тот отвечает — «Ещё жвачку дай!».

## Съемочная группа
Режиссёр — Роман Качанов.
Сценаристы — Александр Горшанов, Роман Качанов, Ираклий Квирикадзе, Андрей Житков.
Продюсеры — Ираклий Квирикадзе, Аркадий Цимблер, Денис Евстигнеев, Ричард Миддлтон, Кирилл Шаншиев, Сергей Скворцов.

### Актёры[2]
| Актёр               | Роль                                                   |
| ------------------- | ------------------------------------------------------ |
| Пётр Фёдоров        | Макс Богушев                                           |
| Богдан Ступка       | профессор Феликс Добржанский по кличке «Феллини»       |
| Игорь Золотовицкий  | Найхал, сын Нальхана                                   |
| Хаджидурды Нарлиев  | Мазанхан (брат Ходжигорхана)                           |
| Муканбет Токтобаев  | Ходжигорхан (отец жениха)                              |
| Асонкожо Айтыкаев   | Нусхамухан (отец невесты)                              |
| Людмила Гурченко    | Анна Васильевна (бабушка Макса и возлюбленная Феллини) |
| Ольга Арнтгольц     | Лера (невеста Макса)                                   |
| Павел Деревянко     | Гоша (друг Макса)                                      |
| Виктор Вержбицкий   | доцент Сальвадор                                       |
| Амаду Мамадаков     | племянник Мазанхана                                    |
| Цеден Конаев        | племянник Мазанхана                                    |
| Константин Самойлов | Смит (шеф охраны киностудии)                           |
| Мерген Гадонов      | племянник Мазанхана                                    |
| Андрей Васильев     | Микола-пепельница (видеопират)                         |
| Михаил Владимиров   | помощник Пепельницы                                    |
| Кэти Карлсон        | Мэгги (поклоннца Тарантино)                            |
| Ричард Омура        | Нарегуто Мураками (американский знакомый Мазанхана)    |
| Стив Фикс           | Лес (охранник киностудии)                              |
| Александр Бэлк      | Тэд (охранник киностудии)                              |
| Васанд Сантошем     | Чёрный Зизу                                            |
| Кристос             | гангстер                                               |
| Фрэнк Альварез      | гангстер                                               |
| Ангелина Чернова    | Катя Свешникова (подруга Леры)                         |
| Юлия Селяева        | тётя Нина                                              |
| Олег Вершинин       | Билл                                                   |
| Бегимай Джумагулова | Хатан                                                  |
| Егор Баринов        | Квентин Тарантино                                      |
| Джеймс Деррик       | кинокритик                                             |
| Катрина Фессел      | секретарь                                              |
| Роберт Гилман       | ковбой                                                 |
| Майкл Силва         | адвокат Мэгги                                          |
| Майкл Толанд        | агент ФБР                                              |
| Дэйв Фронсес        | агент ФБР                                              |

### Прочие
- Композитор: Александр Пантыкин
- Оператор: Дмитрий Яшонков
- Рассказчик: Алексей Колган
- Художник-постановщик: Владимир Ярин